# クライング・ゲーム
『クライング・ゲーム』（The Crying Game）は、1992年製作のイギリス映画。ニール・ジョーダン監督のサスペンス。
巧みなストーリーテリングが評価され、アカデミー脚本賞他、多数の映画賞を受賞。

## ストーリー
晩秋のアイルランド。英国軍に捕らえられた仲間たちを釈放するための人質として、黒人兵士ジョディ（フォレスト・ウィテカー）がIRAの一団に誘拐された。アジトに幽閉されたジョディの見張りにはファーガス（スティーヴン・レイ）という男が当たった。
2人きりで過ごすうちに、いつしか彼らはお互いに友情を抱く。ジョディはファーガスに「あんたは親切だ。それがあんたの性（さが）なんだ」と語る。ジョディは、自分が殺されたらロンドンにいる恋人ディルに会って「愛していた」と伝えてほしいと頼む。
ところが、ジョディは救出にやって来た英国軍の装甲車に誤ってひかれて死亡し、アジトも軍の急襲を受けて炎に包まれた。かろうじて逃げ延びたファーガスはロンドンへと渡り、美容師のディル（ジェイ・デヴィッドソン）に会う。ファーガスは、夜はバーで歌うディルの美しく不思議な魅力にひかれ、2人は急速に接近する。
だが、服を脱いだディルを見た彼はディルを拒絶する。ディルは男だったのだ。ディルを傷つけたと感じたファーガスは謝罪し、ディルも彼を許して2人はやがて和解するが、幸せは長くは続かなかった。
死んだと思われていたIRAの女性メンバー・ジュード（ミランダ・リチャードソン）とリーダーのマグワイア（エイドリアン・ダンバー）が現れ、ファーガスに要人暗殺計画に参加するよう強要、断るとディルの命はないと脅迫され、ジュードに屈したファーガスはディルの髪を切って男装させ、ホテルに隠す。
意を決したディルはファーガスをベッドに縛りつけ、ジョディの死の真相やIRAについて何もかも聞き出す。一方でファーガスの遅延のためにマグワイアは死に、計画は失敗。怒りに燃えたジュードは2人の隠れ場所にかけつけるが、逆にディルの銃弾を浴びて死んだ。ファーガスはディルを逃がし、身代わりに自首する。
数か月後、ファーガスのいる刑務所に面会にやって来たディルの姿があった。

## キャスト
※括弧内は日本語吹替
- ファーガス - スティーヴン・レイ（牛山茂）
- ジュード - ミランダ・リチャードソン（滝沢久美子）
- ジョディ - フォレスト・ウィテカー（井上和彦）
- ディル - ジェイ・デヴィッドソン（谷育子）
- マグワイア - エイドリアン・ダンバー（曽我部和恭）
- コル - ジム・ブロードベント（村松康雄）
- デイヴ - ラルフ・ブラウン（池田勝）
- ティンカー - ブレッフィニ・マッケンナ（真殿光昭）

## サソリとカエルの話
作中、ジョディがファーガスに語る「サソリとカエルの話」の概要は以下の通り。
「ある時、サソリが川を渡ろうとして、カエルに渡してくれるよう頼んだ。カエルは『だめだ。君を背負ったところで僕は君に刺されて死んでしまう』と断った。サソリは言い返す。『何て理屈の通らない言い草だ。君が死んだら、俺まで溺れてしまうだろう』そう言われてカエルは納得し、サソリを背負って川を渡り始めた。ところが川の真ん中で、カエルは背中に痛みを感じ刺されたことを知った。『理屈だって！』サソリと共に沈みながら、カエルは叫ぶ。『理屈も何もないじゃないか！』するとサソリは言った。『分かってはいるけれどやめられない。それが俺の性（さが）なんだ…』」
ちなみにこの挿話は、オーソン・ウェルズの映画『ミスター・アーカディン』（1955）からの引用である。

## 受賞
- 第65回アカデミー賞 脚本賞
- 全米映画批評家協会賞 主演男優賞
- 第58回ニューヨーク映画批評家協会賞 助演女優賞、脚本賞
- ロサンゼルス映画批評家協会賞 外国映画賞
- 英国アカデミー賞 英国作品賞（アレキサンダー・コルダ賞）
- ヨーロッパ映画賞 功労賞
- インディペンデント・スピリット賞 外国映画賞